# Maksim Gruznov
Maksim Gruznov (in russo Максим Грузнов?; Narva, 21 aprile 1974) è un ex calciatore estone, di ruolo attaccante.

## Carriera

### Club
È cresciuto nelle giovanili del Trans Narva, la squadra della sua città natale. Nella stagione 1994-1995 ha giocato nel TVMK e ha segnato 9 gol.
Nel 1995 è passato al Lantana Tallinn e ha vinto due campionati nelle prime due stagioni. Nel 1998 ha vinto la Supercoppa estone.
Nel 1999 è tornato al Trans, dove è rimasto fino al 2009 vincendo per due volte la Supercoppa.
Dal 2009 al 2010 ha giocato con il Kalev Sillamäe, realizzando 12 reti in 43 partite. Nel 2010 è tornato al Trans.
Detiene il record di presenze e di reti in Meistriliiga ed è diventato per tre volte capocannoniere del torneo estone..

## Palmarès

### Club
- Campionato estone: 2

Lantana Tallinn: 1995-1996, 1996-1997
- Supercoppa d'Estonia: 3

Lantana Tallinn: 1998
Narva Trans: 2007, 2008
- Coppa d'Estonia: 1

Narva Trans: 2000-2001

### Individuale
- Capocannoniere della Meistriliiga: 3[2]

1993-1994, 2001, 2006